# Alpha-lactalbumin
alpha-Lactalbumin, còn được gọi là LALBA, là một loại protein mà ở người được mã hóa bởi gen LALBA.

## Chức năng
α-Lactalbumin là một loại protein điều chỉnh việc sản xuất đường sữa trong sữa của hầu hết các loài động vật có vú. Ở linh trưởng, biểu hiện alpha-lactalbumin được điều chỉnh tăng để đáp ứng với hormone prolactin và làm tăng sản xuất đường sữa.
α-Lactalbumin tạo thành tiểu đơn vị quy định của lactose synthase (LS) heterodimer và β-1,4-galactosyltransferase (beta4Gal-T1) hình thành nên thành phần xúc tác. Cùng với nhau, các protein này cho phép LS sản xuất đường sữa bằng cách chuyển các gốc galactose thành glucose. Là một đa lượng, alpha-lactalbumin liên kết mạnh mẽ các ion calci và kẽm và có thể có hoạt tính diệt khuẩn hoặc chống ung thư. Một biến thể gấp của alpha-lactalbumin ở người có thể hình thành trong môi trường axit như dạ dày, được gọi là HAMLET, có thể gây ra chết rụng tế bào trong khối u và tế bào chưa trưởng thành. Do đó, động lực gấp tương ứng của alpha-lactalbumin là rất bất thường.
Khi được tạo thành phức hợp với Gal-T1, một galactosyltransferase, α-lactalbumin, tăng cường ái lực của enzyme đối với glucose khoảng 1000 lần và ức chế khả năng trùng hợp nhiều đơn vị galactose. Điều này dẫn đến một con đường hình thành đường sữa bằng cách chuyển đổi Gal-TI thành Lactose synthase.

## Tính chất vật lý
Cấu trúc của alpha-lactalbumin nổi tiếng và bao gồm 123 amino acid và 4 cầu nối disulfide. Trọng lượng phân tử là 14178 Da, và điểm đẳng điện nằm trong khoảng từ 4.2 đến 4.5. Một trong những khác biệt về cấu trúc chính với beta-lactoglobulin là nó không có bất kỳ nhóm thiol tự do nào có thể đóng vai trò là điểm khởi đầu cho phản ứng tổng hợp cộng hóa trị. Kết quả là, α-lactalbumin tinh khiết sẽ không tạo thành gel khi bị biến tính và bị axit hóa.

## Sự phát triển
Sự so sánh trình tự của α-lactalbumin cho thấy sự tương đồng mạnh mẽ với lysozyme, đặc biệt là c-lysozyme Ca 2+. Vì vậy, lịch sử tiến hóa dự kiến là sự sao chép gen của c-lysozyme được theo sau bởi sự đột biến. Gen này có trước tổ tiên chung của động vật có vú và chim, có lẽ đặt nguồn gốc của nó vào khoảng 300 Ma.